# Sonificación de datos
La sonificación de datos es la representación de un conjuntos de datos a través del sonido. Es el equivalente auditivo a la visualización de datos.
"La sonificación es el uso de audio no hablado para transmitir información. Más concretamente, la sonificación es la transformación de relaciones de datos en relaciones percibidas en una señal acústica con el fin de facilitar la comunicación o la interpretación."
También se puede definir como:
Cualquier técnica que utilice datos como entrada y genere (eventualmente sólo en respuesta a una excitación o activación adicional) señales sonoras puede denominarse sonificación, si y sólo si:
1. El sonido refleja propiedades / relaciones en los datos de entrada.
2. La transformación es completamente sistemática. Esto significa que existe una definición precisa de cómo las interacciones y los datos hacen que cambie el sonido.
3. La sonificación es reproducible: dados los mismos datos e interacciones/disparadores idénticos, el sonido resultante tiene que ser estructuralmente idéntico.
4. El sistema puede utilizarse intencionadamente con datos diferentes y también en repetición con los mismos datos.

La definición del término Sonificación ha evolucionado desde el año 1994. La sonificación puede definirse cómo "representación sonora de datos multivariantes". Scaletti propuso una definición de trabajo más formal para su investigación de la representación auditiva de datos: "un mapeo de relaciones representadas numéricamente en algún dominio estudiado con relaciones en un dominio acústico con el fin de interpretar, comprender o comunicar relaciones en el dominio estudiado". Scaletti divide explicitamente en dos partes su definición: Una técnica (mapear datos numéricos a sonido) y una intención (comprender o comunicar algo sobre el mundo).
Reelaborando la definición de Scaletti, Barras hizo hincapié en la idea de información (el contenido) por encima de los datos (el medio): "un mapeo de la información a las relaciones perceptivas en el dominio acústico".
El Informe sobre Sonificación (Kramer et al. 1999) supuso un gran esfuerzo por resumir el campo hasta la fecha. Se centraba en la sonificación como proceso: "El uso de audio no hablado para transmitir información. Más concretamente, la sonificación es la transformación de relaciones de datos en relaciones percibidas en una señal acústica con el fin de facilitar la comunicación o la interpretación".

## Herramientas para sonificación de datos

### Software
SuperCollider
Max (programa)
Pure data
Csound
SonoUno (software)
La sonificación de datos no es exclusiva de los softwares mencionados anteriormente, se puede hacer sonificación de datos haciendo puentes o mapeos de los datos con protocolos o programas externos. Por ejemplo, los protocolos más utilizados para esto son: MIDI y OSC. También es posible sonificar señales a treves de equipos transductores, como el LightSound.

## Conceptos similares
Hay que tomar en cuenta que existen conceptos similares pero diferentes al concepto de sonificación. Por ejemplo:
- Audificación (Audification): es una forma de representar valores de datos en sonidos dentro de nuestro rango de audición (20Hz a 20kHz). Por ejemplo, cuando un médico coloca un estetoscopio sobre la piel, puede oír los sonidos del corazón, los pulmones, los intestinos e incluso la sangre que fluye por las venas y arterias. Están convirtiendo los sonidos de los órganos en algo que pueden oír fácilmente.[9]

A pesar de que la Audificación es considerada como un tipo o técnica de la sonificación de datos, el concepto en sí mismo es diferente.
- Sonificación basada en modelos: es un sistema de respuestas acústicas que se generan cuando alguien interactúa con él. Se establece un conjunto de instrucciones (por ejemplo, cuando el usuario se acerca, aumenta el tono), y se le dice al usuario cómo interactuar con él. Por ejemplo, si alguna vez has visto un instrumento llamado theremin, sabrás que dependiendo de cómo agites las manos a su alrededor conseguirás tocar diferentes tonos, articulaciones y volúmenes, lo que da como resultado un timbre bastante particular.[9]